# Adelaide João
Adelaide João, nome d'arte di Maria da Glória Pereira da Silva (Lisbona, 27 luglio 1921 – Lisbona, 3 febbraio 2021), è stata un'attrice portoghese.

## Biografia
Adelaide João nacque a Lisbona il 27 luglio del 1921. Cominciò la carriera come attrice dilettante nel gruppo teatrale Philips.
Il primo lavoro professionale in cui prese parte come attrice fu nel film Fim de semana em Madrid, di Artur Ramos, nel 1950.
Le venne assegnata una borsa di studio per studiare in Francia grazie alla sua interpretazione in alcuni brani. Nel 1962 si recò quindi a Parigi. Lavorò con diverse compagnie teatrali francesi. Inoltre, in un'intervista per il canale televisivo RTP1, annunciò di essersi unita ad una compagnia teatrale diretta da Ingrid Bergman.
Tornando in Portogallo, sempre in ambito teatrale, realizzò nel 1961 la commedia O Consultório al Teatro Nacional D. Maria II.
Nel 1962 partecipò allo spettacolo A Garota do Bar al Teatro da Trindade di Lisbona.
Lavorò anche con diverse compagnie teatrali indipendenti, tra cui A Comuna, Teatro da Cornucópia, Bonecreiros e A Barraca.
In televisione realizzò telenovele, telefilm e teleteatro. Partecipò alle prime telenovele portoghesi: Vila Faia (del 1982), Origens (del 1983), Chuva na Areia (del 1985), Palavras Cruzadas (del 1987) Cobardias (del 1988), A Árvore (del 1991), Débora (del 1998), A loja do Camilo (del 2000), Os Batanetes (del 2004), solo per citarne alcune.
Nel 2017 ricevette il premio Sophia Carreira dall'Accademia portoghese del cinema.
Morì nella capitale portoghese il 3 febbraio del 2021, all'età di 99 anni, per complicazioni da COVID-19.

## Filmografia

### Cinema
- Dom Roberto, regia di José Ernesto de Sousa (1962)
- O Peixinho Vermelho (1967)
- O Diabo Era Outro (1969)
- As Deambulações do Mensageiro Alado (1969)
- Pedro Só, regia di Alfredo Tropa (1972)
- O Recado, regia di José Fonseca e Costa (1972)
- Portugal… Minha Saudade (1973)
- Meus Amigos (1974)
- A Cama (1975)
- Lerpar (1975)
- O Princípio da Sabedoria, regia di António de Macedo (1975)
- A Santa Aliança, regia di Eduardo Geada (1976)
- Antes do Adeus (1977)
- Nós Por Cá Todos Bem, regia di Fernando Lopes (1978)
- Amore di perdizione (Amor de Perdição), regia di Manoel de Oliveira (1979)
- A Culpa, regia di António Victorino de Almeida (1980)
- Manhã Submersa, regia di Lauro António (1980)
- O Príncipe com Orelhas de Burro (1980)
- Verde por Fora, Vermelho por Dentro, regia di Ricardo Costa (1980)
- Francisca, regia di Manoel de Oliveira (1981)
- Oxalá, regia di António-Pedro Vasconcelos (1981)
- Fürchte dich nicht, Jakob! (1982)
- A Vida É Bela?!, regia di Luís Galvão Teles (1982)
- Les Trois couronnes du matelot (1983)
- Sem Sombra de Pecado, regia di José Fonseca e Costa (1983)
- Mãe Genovena (1983)
- Terra Nova, Mar Velho (1983)
- Moura Encantada (1985)
- O Vestido Cor de Fogo (1986)
- Exit-exil (1986)
- O Bobo (1987)
- Police des moeurs (1987)
- Repórter X (1987)
- Il Giovane Toscanini (1988)
- Piano panier (1990)
- O Processo do Rei, regia di João Mário Grilo (1990)
- Encontro em Lisboa (1990)
- A Maldição de Marialva, regia di António de Macedo (1990)
- O Luto de Electra (1992)
- O Fim do Mundo, regia di João Mário Grilo (1992)
- O Fio do Horizonte (1993)
- Det bli'r i familien (1994)
- A Estrela, regia di Frederico Corado (1994)
- Telefona-me!, regia di Frederico Corado (2000)
- Peixe-Lua (2000)
- A Falha (2000)
- Fotoquic (2000)
- A Mulher que Acreditava Ser Presidente dos Estados Unidos da América, regia di João Botelho (2003)
- Se Podes Olhar Vê. Se Podes Ver Repara (2004)
- Os Meus Espelhos (2005)
- Não… Estou de Passagem (2007)
- 1ª Vez 16mm (2007)
- Um Funeral à Chuva, regia di Telmo Martins (2010)
- A Última Dança (curta-metragem) (2011)
- Os Gatos Não Têm Vertigens, regia di António de Macedo (2014)
- Nascido em Angola (2017)
- Angola Momentos Kodak (2018)

### Televisione
- Fim de Semana em Madrid - teleteatro (1960)
- A Intrusa - teleteatro (1960)
- A Castro - teleteatro (1961)
- O Bilhete de Lotaria - teleteatro (1962)
- Muro Alto - teleteatro (1962)
- O Segredo dos Springfield - teleteatro (1962)
- Apito e Casas Pequenas - teleteatro (1962)
- O Moinho Eterno - teleteatro (1962)
- Eva e Madalena - teleteatro (1962)
- Histórias Simples da Gente Cá do Meu Bairro - serie TV (1965)
- Quatro Corações Com Travão e Marcha Atrás - teleteatro (1965)
- Não se Pode Ter Tudo - teleteatro (1966)
- A Bela Doroteia - teleteatro (1966)
- O Mundo Maravilhoso de Tony Lockwood - teleteatro (1966)
- Sete Pecados Mortais - serie TV (1966)
- O Viajante Sem Bagagem - teleteatro (1966)
- Ementa Italiana - teleteatro (1967)
- O Sr. Aurélio - teleteatro (1967)
- A Pérola - teleteatro (1967)
- Hora de Luz - teleteatro (1967)
- O Fantasma de Canterville - teleteatro (1967)
- A Sapateira Prodigiosa - teleteatro (1968)
- O Fidalgo Aprendiz - teleteatro (1970)
- A Visita - teleteatro (1970)
- A Castro - teleteatro (1970)
- A Vida do Grande D. Quixote - teleteatro (1971)
- Schweik na Segunda Guerra Mundial - teleteatro (1975)
- Alves e Companhia - teleteatro (1976)
- Ivone, a Faz Tudo - (1978)
- O Galos e as Gajas - (1978)
- Amor de Perdição: Memórias de uma Família - (1978)
- Zé Gato - serie TV (1979)
- Retalhos da Vida de um Médico - (1980)
- Eu Show Nico - (1980)
- Gervásio não vai ao Ginásio - (1981)
- Vila Faia - telenovela (1982)
- Origens - telenovela (1983)
- Fim de Século - miniserie TV (1984)
- Chuva na Areia - telenovela (1985)
- Xailes Negros - (1986)
- Ora Agora Conto Eu... - (1986)
- Palavras Cruzadas - telenovela (1987)
- Cacau da Ribeira - (1987)
- A Relíquia - (1987)
- Cobardias - (1987)
- A Mala de Cartão - (1988)
- Conto de Natal - (1988)
- Luísa e os Outros - telefilm (1989)
- Crime à Portuguesa - serie TV (1989)
- Caixa Alta - serie TV (1989)
- Ricardina e Marta - telenovela (1990)
- O Cacilheiro do Amor - serie TV (1990)
- Nem o Pai Morre nem a Gente Almoça - serie TV (1990)
- A Morgadinha dos Canaviais - (1990)
- Um Amor Feliz - (1991)
- Histórias Fantásticas - (1991)
- A Árvore - (1991)
- Claxon - serie TV (1991)
- Apanhados - (1992)
- Aqui D'El Rei! - telefilm (1992)
- O Rosto da Europa - (1994)
- A Mulher do Senhor Ministro - serie TV (1994)
- Sozinhos em Casa - serie TV (1994)
- Desculpem Qualquer Coisinha - (1994)
- Nico D'Obra - serie TV (1994-1996)
- Nós os Ricos - serie TV (1996)
- Antenas no Ar - (1997)
- Polícias - (1997)
- Não Há Duas Sem Três  (1998)
- Débora - (1998)
- Major Alvega - (1999)
- Esquadra de Polícia - (1999)
- A Loja do Camilo - (2000)
- Médico de Família - (2000)
- Jornalistas - (2000)
- A Raia dos Medos - (2000)
- O Fura-Vidas - serie TV (2000)
- Alta Fidelidade - (2000)
- Olhos de Água - telenovela (2001)
- Sábado à Noite - (2001)
- Nunca Digas Adeus - telenovela (2001)
- O Espírito da Lei - (2001)
- Gente Feliz com Lágrimas - (2002)
- A Minha Sogra é uma Bruxa - serie TV (2002)
- Cuidado com as Aparências - (2002)
- Fábrica das Anedotas - (2002)
- Anjo Selvagem - telenovela (2002)
- Tudo Por Amor - telenovela (2002-2003)
- Coração Malandro - telenovela (2003)
- Inspector Max - serie TV (2004)
- Os Batanetes - serie TV (2004-2005)
- Clube das Chaves - serie TV (2005)
- Aqui Não Há Quem Viva - serie TV (2006)
- Floribella - telenovela (2006)
- A Outra - telenovela (2008)
- Casos da Vida - telefilm (2008)
- Feitiço de Amor - telenovela (2008)
- Liberdade 21 - serie TV (2008)
- Conta-me Como Foi - serie TV (2009)
- Um Lugar Para Viver - serie TV (2009)
- The Coffee Shop Series - serie TV (2014)

## Teatro
- O Consultório (1961)
- A Rapariga do Bar (1962)
- O Pomar das Cerejeiras (1965)
- Ela, Ele e os Complexos (1965)
- Mesas Separadas (1965)
- Tomás More (1965)
- Pobre Bitô (1966)
- A Meio da Ponte (1966)
- A Família Sam (1966)
- Bocage - Alma Sem Mundo (1967)
- A Nossa Cidade (1967)
- A Louca de Chaillot (1968)
- Tombo no Inferno (1969)
- A Relíquia (1970)
- O Inocente (1970)
- Batôn (1971)
- Sinfonieta (1971)
- Acto Sem Palavras (1971)
- Auto D'El-Rei Seleuco (1972)
- Auto dos Anfitriões (1972)
- O Príncipe e a Corista (1973)
- Platonov (1974)
- Morte de um Caixeiro Viajante (1974)
- Português, Escritor, 45 anos de Idade (1974)
- Seara de Vento (1975)
- Legenda do Cidadão Miguel Lino (1975)
- Schweyk na Segunda Guerra Mundial (1975)
- Histórias de fidalgotes e alcoviteiras, pastores e judeus(...) (1976)
- Casimiro e Carolina (1977)
- Os Retratos (1977)
- A Estratégia do Cinismo (1977)
- O Eden Cinema (1978)
- Fastudo! Faz-tudo!! Faz tudo!!! (1979)
- Eu Sou a Avó dos Beatles (1980)
- A Paixão Segundo Pier Paolo Pasolini (1980)
- As Taradas (1982)
- Tudo Acabado (1984)
- A Feira da Gente (1984)
- Quando a Banda Tocar (1984)
- Último Acto (1985)
- Calcinhas Amarelas (1988)
- Terceira Margem (1990)
- Bichos (1990)
- Viviriato (1991)
- Da Vida dos Pássaros (1992)
- Borda D'Água (1992)
- Gente Singular (1992)
- Esta Noite (1994)
- Mão Cheia de Nada (1995)
- A Tragicomédia de Dom Duardos (1996)
- Hotel Savoy (1997)
- O Tartufo ou O Impostor (1998)
- De um Lado Oculto (1999)
- A Porca (1999)
- Merlim (2000)
- Os Anjos (2003)
- Ensaio Sobre a Cegueira (2004)
- O Crucificado (2009)